# Al lupo al lupo
Al lupo al lupo es una película italiana de 1992 dirigida por Carlo Verdone y protagonizada por Francesca Neri, Sergio Rubini y el propio Verdone. Ganó dos premios Nastro d'Argento en 1993 en las categorías de mejor guion y mejor banda sonora.

## Sinopsis
Gregorio, su hermano Vanni y su hermana Livia ya no son tan unidos como antes. Cierto día se enteran de la desaparición de su padre, y deben unir sus fuerzas por un objetivo común, algo que inicialmente no será nada fácil, especialmente por las marcadas diferencias entre sus personalidades y sus particulares egos.

## Reparto
- Carlo Verdone: Gregorio Sagonà
- Francesca Neri: Livia Sagonà
- Sergio Rubini: Vanni Sagonà
- Barry Morse: Mario Sagonà
- Giampiero Bianchi: Paolo
- Cecilia Luci: Vanessa
- Alberto Marozzi: Ivano
- Gillian McCutcheon: Diamante
- Loris Palusco: Rodolfo
- Massimo De Lorenzo: Corrado Santor